# طابع مطبعة أصلي

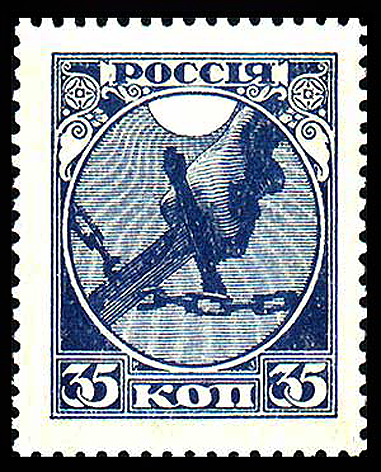
طابع البريد الذي يعود لعصر الثورة الروسية عام 1918، وهو الطابع الأصلي الأقل استخداماً لحد الان وموجود بحالة المطبعة (حالة ممتازة Mint)

في علم الطوابع، 'طابع بحالة المطبعة أو الطابع في دار المطبعة أو الطابع الأصلي غير المستعمل وبحالة ممتازة، (Mint) هو الطابع الذي لم يُستخدم ولم يلصق من قبل ويحتوي على الصمغ الأصلي (إذا كان قد صدر مع الصمغ). وينطبق المصطلح على طوابع البريد والطوابع الإيرادية على حد سواء.
من الناحية العملية، يُستخدم المصطلح حالة ممتازة (Mint) في مجال الطوابع للإشارة إلى أي طابع يبدو أنه غير مستعمل مع وجود الصمغ. ويشمل أيضًا تلك التي لا تحتوي على صمغ ولكن فقط عندما يتم إصدارها بدون صمغ.
لتجنب الالتباس يمكن التمييز بين حالات اصدارات الطوابع المختلفة في الاختصارات المذكورة تحت عنوان "الاختلافات".
تشمل الاختلافات في مصطلح النعناع ما يلي:
- طابع مطبعة غير مستعمل المفصلي (MH) - الطابع غير مستخدم ولكن ثُبت مسبقاً في البوم طوابع. حيث تظهر بقايا المفصلة أو اضطراب الصمغ نتيجة وضعه في دفتر خزن الطوابع.
- طابع مطبعة المثبت أو المركب (MM) - مثل الطابع المفصلي.
- طابع مطبعة غير مستعمل وبدون صمغ (MNG) - الطابع كما صدر بدون صمغ طابع البريد.
- طابع مطبعة غير مستعمل وغير المركب وغير المثبت (UM) - الطابع غير مستخدم ويبدو أنه لم يتم لصقهُ أبداً.
- طابع مطبعة غير مستعمل ولم يسبق تركيبه (MNH) - هو نفس طابع المطبعة غير المستعمل ولكن مع التأكيد على أن الطابع ليس طابعاً مثبت سابقاً ولم يتم العبث بهِ أو استعمالهِ لإزالة آثار التركيب.

التثبيت المشار إليه في هذه المصطلحات هو تثبيت الطابع في ألبوم الطوابع عن طريق وضع مفصلة الطابع على ظهر الطابع. وأعلى درجة هي الطابع غير المثبت أو الطابع الذي لم يعلق أبداً. وقد تم تطوير مصطلح "ختم الطابع الأصلي الذي لم يعلق أبداً" لتوفير الطمأنينة للمشترين بأن الطابع لم يتم العبث بهِ لإزالة آثار التثبيت، حيث كان يُعتقد أن مصطلح ختم الطابع الأصلي غير المثبت غامض.
وفي الممارسة العملية لا يُستخدم سوى مصطلحي MNH و MH، ولكن في بعض الحالات يُستخدم مصطلح MNG عندما لا يوجد أو لا يكاد يوجد أي طوابع معروفة بالصمغ.

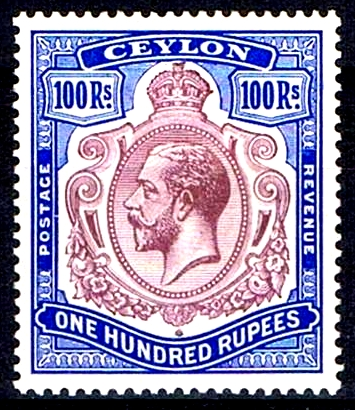
طابع سيلان الأصلي من نوع طوابع المفتاح فئة 100 روبية ويستعمل كطابع بريد وايرادات ومعرض للتلاعب بهِ لإزالة الإلغاء المالي لجعلهِ يبدو طابعًا غير مستخدم أكثر قيمة.

## القيمة
غالبًا ما تكون طوابع المطبعة الأصلية غير المستعملة أكثر قيمة من الطوابع المستعملة، حيث أنه في كثير من الحالات لا يبقى منها إلا القليل. قد يكون الطابع المطبوع أيضاً في حالة أفضل من الطابع المستعمل الذي مر عبر البريد. ومع ذلك، في بعض الأحيان، قد تكون الطوابع المستعملة أكثر قيمة من الطوابع المطبوعة حيث نجت أعداد أكبر من الطوابع المطبوعة، ربما لأن أعداداً كبيرة من الطوابع المطبوعة اشتراها هواة جمع الطوابع ولكن القليل منها استعمل وثبت على ظرف بريدي أو غلاف الرسائل والقرطاسية البريدية.

## العبث
وقد أدت الاختلافات بين قيم طوابع المطبعة المستعملة وغير المستعملة لنفس الطابع إلى صناعة صغيرة في إزالة أو إضافة الإلغاءات البريدية إلى الطوابع. وهناك ممارسة شائعة أخرى تتمثل في محاولة إزالة الإلغاءات المالية، والتي غالباً ما تكون إلغاءات بالقلم، من أجل تغيير الطابع المستعمل مالياً (لأغراض ضريبية) إلى طابع يبدو أنه غير مستخدم. عادةً ما تكون قيمة الطوابع المتاحة لكل من الأغراض البريدية والإيرادية (المالية) أكثر قيمة إذا كانت غير مستخدمة أو مع إلغاء بريدي. تخصصت مدام جوزيف في إضافة طوابع مزورة إلى الطوابع التي كانت قيمتها مستعملة أكثر من غير المستعملة.